# Hesperocionins
Els hesperocionins (Hesperocyoninae) són una subfamília extinta de mamífers carnívors de la família dels cànids que visqueren a Nord-amèrica entre l'Eocè mitjà i el Miocè mitjà. Se n'han trobat restes fòssils al Canadà i els Estats Units. La majoria eren cànids petits amb un aspecte com de guineu.
L'anatomia de l'esquelet, a mig camí entre els elements característics d'animals corredors com els cànids moderns i els caràcters típics dels «miàcids», amb els quals tenien una relació propera, fa pensar que eren parcialment arborícoles. Foren els primers cànids a aparèixer i experimentaren un període d'intensa radiació evolutiva durant l'Oligocè abans d'entrar en declivi i acabar desapareixent al Miocè.
|  | Hesperocyoninae †                                          |
|  |                                                            |
|  | \| \| Borophaginae † \| \| \| \| \| \| Caninae \| \| \| \| |
|  |                                                            |
|  | Borophaginae †                                             |
|  |                                                            |
|  | Caninae                                                    |
|  |                                                            |

|  | Borophaginae † |
|  |                |
|  | Caninae        |
|  |                |

|  | Hesperocyoninae †                                          |
|  |                                                            |
|  | \| \| Borophaginae † \| \| \| \| \| \| Caninae \| \| \| \| |
|  |                                                            |
|  | Borophaginae †                                             |
|  |                                                            |
|  | Caninae                                                    |
|  |                                                            |

|  | Borophaginae † |
|  |                |
|  | Caninae        |
|  |                |